# Nederlandse kampioenschappen atletiek 2004
In 2004 werden de Nederlandse kampioenschappen atletiek op 10 en 11 juli gehouden in Utrecht, gezamenlijk georganiseerd door de Utrechtse atletiekverenigingen Hellas en Phoenix.
De 10.000 m voor mannen en vrouwen vond plaats op 1 mei in Gorinchem.

## Uitslagen

### 100 m
| wind: +2,3 m/s | wind: +2,3 m/s  | wind: +2,3 m/s |
| rang           | atleet          | prestatie      |
| -------------- | --------------- | -------------- |
| Goud           | Troy Douglas    | 10,26 s        |
| Zilver         | Geronimo Goeloe | 10,28 s        |
| Brons          | Timothy Beck    | 10,29 s        |

| wind: +1,1 m/s | wind: +1,1 m/s        | wind: +1,1 m/s |
| rang           | atlete                | prestatie      |
| -------------- | --------------------- | -------------- |
| Goud           | Joan van den Akker    | 11,35 s        |
| Zilver         | Jacqueline Poelman    | 11,42 s        |
| Brons          | Pascal van Assendelft | 11,57 s        |

### 200 m
| wind: +2,5 m/s | wind: +2,5 m/s  | wind: +2,5 m/s |
| rang           | atleet          | prestatie      |
| -------------- | --------------- | -------------- |
| Goud           | Guus Hoogmoed   | 20,88 s        |
| Zilver         | Daniel Ward     | 20,92 s        |
| Brons          | Geronimo Goeloe | 20,95 s        |

| wind: +2,2 m/s | wind: +2,2 m/s     | wind: +2,2 m/s |
| rang           | atlete             | prestatie      |
| -------------- | ------------------ | -------------- |
| Goud           | Jacqueline Poelman | 23,70 s        |
| Zilver         | Joan van den Akker | 23,86 s        |
| Brons          | Judith Baarsen     | 24,34 s        |

### 400 m
| rang   | atleet               | prestatie |
| ------ | -------------------- | --------- |
| Goud   | Youssef el Rhalfioui | 47,05 s   |
| Zilver | Robert Lathouwers    | 47,26 s   |
| Brons  | Rikkert van Rhee     | 47,43 s   |

| rang   | atlete               | prestatie |
| ------ | -------------------- | --------- |
| Goud   | Marjolein de Jong    | 53,60 s   |
| Zilver | Najla Jaber          | 54,96 s   |
| Brons  | Henrieke Krommendijk | 56,11 s   |

### 800 m
| rang   | atleet       | prestatie |
| ------ | ------------ | --------- |
| Goud   | Bram Som     | 1.49,60   |
| Zilver | Arno Hoevink | 1.50,36   |
| Brons  | Marko Koers  | 1.50,39   |

| rang   | atlete            | prestatie |
| ------ | ----------------- | --------- |
| Goud   | Lotte Visschers   | 2.05,24   |
| Zilver | Najla Jaber       | 2.05,29   |
| Brons  | José van der Veen | 2.05,61   |

### 1500 m
| rang   | atleet           | prestatie |
| ------ | ---------------- | --------- |
| Goud   | Gert-Jan Liefers | 3.47,66   |
| Zilver | Bob Winter       | 3.51,16   |
| Brons  | Dennis Licht     | 3.51,79   |

| rang   | atlete          | prestatie |
| ------ | --------------- | --------- |
| Goud   | Lotte Visschers | 4.24,63   |
| Zilver | Marije te Raa   | 4.26,46   |
| Brons  | Claartje Raedts | 4.27,69   |

### 5000 m
| rang   | atleet           | prestatie |
| ------ | ---------------- | --------- |
| Goud   | Kamiel Maase     | 13.34,62  |
| Zilver | Sander Schutgens | 13.48,58  |
| Brons  | Jeroen van Damme | 13.55,09  |

| rang   | atlete           | prestatie |
| ------ | ---------------- | --------- |
| Goud   | Anita Looper     | 16.09,04  |
| Zilver | Miranda Boonstra | 16.20,07  |
| Brons  | Selma Borst      | 16.40,55  |

### 10.000 m[1]
| rang   | atleet        | prestatie |
| ------ | ------------- | --------- |
| Goud   | Toon Heeren   | 29.58,0   |
| Zilver | Michiel Otten | 30.08,2   |
| Brons  | Twan Lensen   | 30.14,8   |

| rang   | atlete           | prestatie |
| ------ | ---------------- | --------- |
| Goud   | Miranda Boonstra | 34.19,9   |
| Zilver | Kristijna Loonen | 34.34,9   |
| Brons  | Barbara Zutt     | 35.43,7   |

### 110 m horden/100 m horden
| wind: +1,5 m/s | wind: +1,5 m/s        | wind: +1,5 m/s |
| rang           | atleet                | prestatie      |
| -------------- | --------------------- | -------------- |
| Goud           | Marcel van der Westen | 13,59 s        |
| Zilver         | Gregory Sedoc         | 13,60 s        |
| Brons          | Virgil Spier          | 14,09 s        |

| wind: +1,8 m/s | wind: +1,8 m/s  | wind: +1,8 m/s |
| rang           | atlete          | prestatie      |
| -------------- | --------------- | -------------- |
| Goud           | Rosina Hodde    | 13,40 s        |
| Zilver         | Karin Ruckstuhl | 13,58 s        |
| Brons          | Frenke Bolt     | 13,65 s        |

### 400 m horden
| rang   | atleet           | prestatie |
| ------ | ---------------- | --------- |
| Goud   | Thomas Kortbeek  | 51,22 s   |
| Zilver | Quinten Stern    | 51,95 s   |
| Brons  | Eelco Veldhuyzen | 51,96 s   |

| rang   | atlete             | prestatie |
| ------ | ------------------ | --------- |
| Goud   | Marjolein de Jong  | 57,36 s   |
| Zilver | Tamara Ruben       | 59,24 s   |
| Brons  | Marjolein Jongmans | 60,57 s   |

### 3000 m steeplechase
| rang   | atleet         | prestatie |
| ------ | -------------- | --------- |
| Goud   | Simon Vroemen  | 8.54,02   |
| Zilver | Joost Blokland | 9.02,53   |
| Brons  | Noël Keijsers  | 9.03,52   |

| rang   | atlete             | prestatie  |
| ------ | ------------------ | ---------- |
| Goud   | Miranda Boonstra   | 9.59,66 s  |
| Zilver | Jolanda Verstraten | 10.29,81 s |
| Brons  | Helen Hofstede     | 10.56,50 s |

### Verspringen
| rang   | atleet             | prestatie |
| ------ | ------------------ | --------- |
| Goud   | Jurgen Cools       | 7,47 m    |
| Zilver | Joost van Bennekom | 7,30 m    |
| Brons  | Chiel Warners      | 7,26 m    |

| rang   | atlete          | prestatie |
| ------ | --------------- | --------- |
| Goud   | Karin Ruckstuhl | 6,45 m    |
| Zilver | Anja Mulder     | 6,18 m    |
| Brons  | Mirjam Boxhoorn | 6,02 m    |

### Hink-stap-springen
| rang   | atleet           | prestatie |
| ------ | ---------------- | --------- |
| Goud   | Martijn Delissen | 14,86 m   |
| Zilver | Ellsworth Manuel | 14,74 m   |
| Brons  | Martin de Groot  | 14,60 m   |

| rang   | atlete             | prestatie |
| ------ | ------------------ | --------- |
| Goud   | Anja Mulder        | 12,53 m   |
| Zilver | Juliane Klemp      | 12,01 m   |
| Brons  | Esther van den Pol | 11,83 m   |

### Hoogspringen
| rang   | atleet             | prestatie |
| ------ | ------------------ | --------- |
| Goud   | Jan Peter Larsen   | 2,13 m    |
| Zilver | Joost van Bennekom | 2,05 m    |
| Brons  | Bas Oberndorff     | 2,05 m    |

| rang   | atlete                    | prestatie |
| ------ | ------------------------- | --------- |
| Goud   | Karin Ruckstuhl           | 1,76 m    |
| Zilver | Frenke Bolt               | 1,76 m    |
| Brons  | Marloes Strooper-Lammerts | 1,76 m    |

### Polsstokhoogspringen
| rang   | atleet             | prestatie |
| ------ | ------------------ | --------- |
| Goud   | Rens Blom          | 5,62 m    |
| Zilver | Laurens Looije     | 5,62 m    |
| Brons  | Robbert Jan Jansen | 5,12 m    |

| rang   | atlete              | prestatie |
| ------ | ------------------- | --------- |
| Goud   | Monique de Wilt     | 4,21 m    |
| Zilver | Sandra van der Geer | 4,21 m    |
| Brons  | Rianna Galiart      | 3,91 m    |

### Kogelstoten
| rang   | atleet       | prestatie |
| ------ | ------------ | --------- |
| Goud   | Rutger Smith | 20,50 m   |
| Zilver | Eddy Cardol  | 17,52 m   |
| Brons  | Marcel Mahie | 16,60 m   |

| rang   | atlete             | prestatie |
| ------ | ------------------ | --------- |
| Goud   | Lieja Tunks-Koeman | 18,43 m   |
| Zilver | Denise Kemkers     | 15,42 m   |
| Brons  | Elise Knetemann    | 14,44 m   |

### Discuswerpen
| rang   | atleet              | prestatie |
| ------ | ------------------- | --------- |
| Goud   | Rutger Smith        | 63,70 m   |
| Zilver | Mike van der Bilt   | 58,89 m   |
| Brons  | Erik van Vreumingen | 53,84 m   |

| rang   | atlete             | prestatie |
| ------ | ------------------ | --------- |
| Goud   | Lieja Tunks-Koeman | 53,50 m   |
| Zilver | Monique Jansen     | 49,33 m   |
| Brons  | Inge Barends       | 47,89 m   |

### Speerwerpen
| rang   | atleet            | prestatie |
| ------ | ----------------- | --------- |
| Goud   | Elliott Thijssen  | 72,92 m   |
| Zilver | Pascal Stitzinger | 66,19 m   |
| Brons  | Oscar Schermer    | 65,90 m   |

| rang   | atlete            | prestatie |
| ------ | ----------------- | --------- |
| Goud   | Kitty van Haperen | 48,67 m   |
| Zilver | Inge Hoogeveen    | 48,11 m   |
| Brons  | Manon Post        | 47,58 m   |

### Kogelslingeren
| rang   | atleet             | prestatie |
| ------ | ------------------ | --------- |
| Goud   | Ronald Gram        | 64,53 m   |
| Zilver | Frank van den Dool | 58,22 m   |
| Brons  | Vincent Onos       | 55,71 m   |

| rang   | atlete               | prestatie |
| ------ | -------------------- | --------- |
| Goud   | Debby van der Schilt | 62,30 m   |
| Zilver | Wendy Koolhaas       | 61,80 m   |
| Brons  | Tamara van der Bij   | 55,15 m   |

1904 · 
1908 · 
1909 · 
1910 · 
1911 · 
1912 · 
1913 · 
1914 · 
1915 · 
1917 · 
1918 · 
1919 · 
1920 · 
1921 · 
1922 · 
1923 · 
1924 · 
1925 · 
1926 · 
1927 · 
1928 · 
1929 · 
1930 · 
1931 · 
1932 · 
1933 · 
1934 · 
1935 · 
1936 · 
1937 · 
1938 · 
1939 · 
1940 · 
1941 · 
1942 · 
1943 · 
1944 · 
1946 · 
1947 · 
1948 · 
1949 · 
1950 · 
1951 · 
1952 · 
1953 · 
1954 · 
1955 · 
1956 · 
1957 · 
1958 · 
1959 · 
1960 · 
1961 · 
1962 · 
1963 · 
1964 · 
1965 · 
1966 · 
1967 · 
1968 · 
1969 · 
1970 · 
1971 · 
1972 · 
1973 · 
1974 · 
1975 · 
1976 · 
1977 · 
1978 · 
1979 · 
1980 · 
1981 · 
1982 · 
1983 · 
1984 · 
1985 · 
1986 · 
1987 · 
1988 · 
1989 · 
1990 · 
1991 · 
1992 · 
1993 · 
1994 · 
1995 · 
1996 · 
1997 · 
1998 · 
1999 · 
2000 · 
2001 · 
2002 · 
2003 · 
2004 · 
2005 · 
2006 · 
2007 · 
2008 · 
2009 · 
2010 · 
2011 · 
2012 · 
2013 · 
2014 · 
2015 · 
2016 ·
2017 ·
2018 ·
2019 ·
2020 ·
2021 ·
2022 ·
2023 ·
2024 ·
2025